# Dougal Haston
Dougal Haston, född 19 april 1940 i Currie, Edinburgh, Skottland, död 17 januari 1977 i Leysin i Schweiz, var en skotsk bergsbestigare. 
Haston var tillsammans med Don Whillans de första som besteg den gigantiska sydväggen på Annapurna som deltagare i en expedition 1970 under ledning av sir Christian Bonington, en expedition då en annan skotsk klättrare, Ian Clough, omkom av ett isras under expeditionens sista dagar. 1975 blev han tillsammans med Doug Scott de första som besteg sydvästväggen på Mount Everest, även då på en expedition under ledning av Chris Bonington. Haston blev även den första britt som klättrade Eigers nordvägg via leden "Harlin Direct", en led som gjordes vintern 1966 under ledning av amerikanen John Harlin, som omkom då ett rep brast under samma bestigning.
Haston blev senare ledare för ISM (International School of Mountaineering) i Leysin i Schweiz, där han 1977 omkom i en lavinolycka under skidåkning.